# Espàtula
|  | Per a altres significats, vegeu «Espàtula (desambiguació)». |

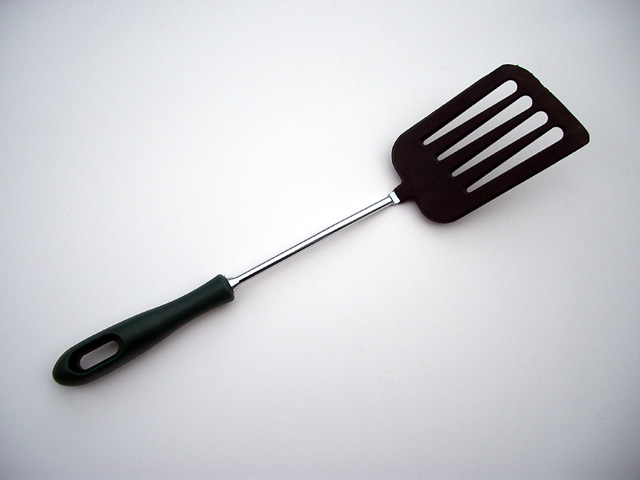
Espàtula de cuina moderna.

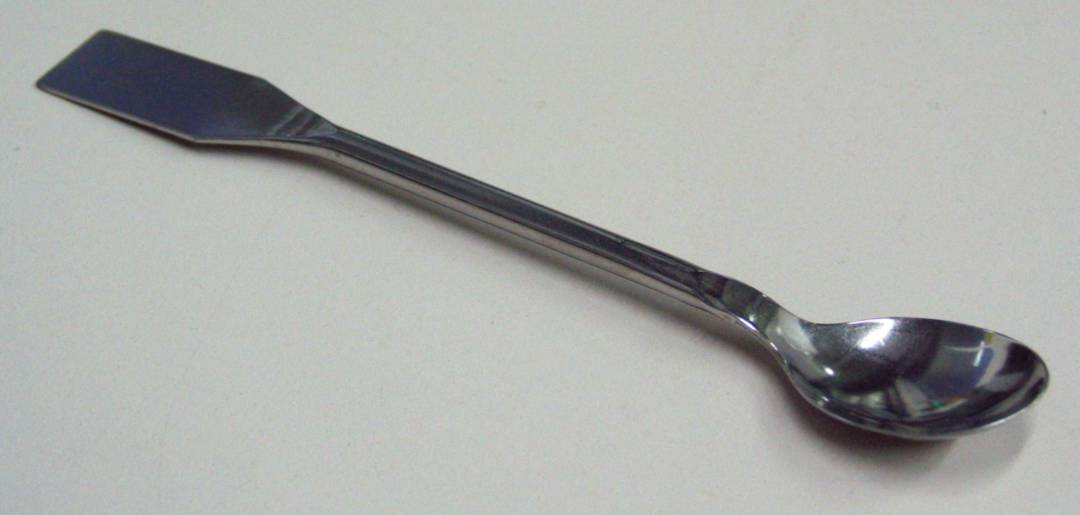
Espàtula amb cullera

Una espàtula és un instrument en forma de pala petita, prima, sovint flexible, emprada a la cuina. Antigament es feien generalment de fusta.

## Variants
Hi ha també espàtules de materials i dimensions diferents utilitzades per a emplastrar, mesclar o estendre medicaments, colors i altres substàncies semilíquides.
- Les espàtules de laboratori es fabriquen en metall i en diferents formes, algunes duen els dos caps acabats en pala i d'altres duen un cap acabat en cullera.

- Les espàtules utilitzades en la pintura duen un mànec fi de fusta i el cap de metall molt flexible.